# Getto w Aleksandrii (obwód rówieński)
Getto w Aleksandrii – getto dla ludności żydowskiej zorganizowane przez okupacyjne władze hitlerowskie w czasach II wojny światowej w miasteczku Aleksandria na Wołyniu. 
Od początku okupacji niemieckiej w 1941 roku Żydzi zostali poddani różnym represjom – nakazano im nosić opaski z Gwiazdą Dawida, zmuszano ich do nieodpłatnego wykonywania ciężkich prac. Nie mogli opuszczać granic miasta, byli bici i okradani przez policjantów ukraińskich z miejscowego posterunku. 31 lipca 1941 roku aresztowano działaczy prosowieckich i zabito ich wraz z 85 Żydami. Zbrodni dokonał oddział SD z Równego przy asyście ukraińskich policjantów. 
Getto założono w sierpniu 1942 roku. Położone było w bocznych uliczkach nad brzegiem Horynia. Otoczone było parkanem i drutem kolczastym. Zgromadzono w nim 1080 osób. Z powodu braku pożywienia zaczęły umierać dzieci i osoby starsze. Karą za dostarczanie jedzenia do getta było rozstrzelanie. Niemcy każdego dnia wywozili wybraną grupę Żydów do prac na roli. 21 września 1942 r., w święto Jom Kipur mężczyźni, którzy zostali zabrani do pracy nie wrócili do getta. Tego samego dnia do Aleksandrii przybył oddział SD wraz z policją ukraińską w celu przeprowadzenia likwidacji getta. Wykopano doły, w których miano pogrzebać zamordowanych. W dniach 23–24 września 1942 r. przystąpiono do likwidacji getta. SD z Równego przy pomocy ukraińskiej policji i niemieckiej żandarmerii w pobliskim lesie Światy rozstrzelało 903 Żydów. Około 100 osobom udało się zbiec, jednak 28 października 1942 r. 85 z nich zginęło podczas obławy urządzonej przez ukraińską policję i niemiecką żandarmerię.
W latach 90. XX wieku w centrum Aleksandrii postawiono pomnik ofiarom Holokaustu.